# Mamestra diffluens
Mamestra diffluens là một loài bướm đêm trong họ Noctuidae.